# جيمس بايرون هاغينز
جيمس بايرون هاغينز (بالإنجليزية: James Byron Huggins)‏ هو كاتب أمريكي، ولد في 14 أغسطس 1959.

## وصلات خارجية
- جيمس بايرون هاغينز على موقع IMDb (الإنجليزية)